# Joseph Robert Sealy
Joseph Robert Sealy (1907 - 1 de agosto de 2000) identificado em seus trabalhos científicos como Sealy foi um botânico inglês.
O cientista descreveu mais de uma centena de espécies . Publicou vários livros entre eles A Revision of the Genus Camellia .